# Nicolò Martinenghi
Nicolò Martinenghi (Varese, 1. kolovoza 1999.) talijanski je plivač specijaliziran za prsno plivanje. Olimpijski pobjednik na Ljetnim olimpijskim igrama 2024. u disciplini 100 metara prsno. Svjetski (2022.) i europski prvak (2022.) na 100 m prsno.

## Karijera

### Ljetne olimpijske igre 2020.
Na Olimpijskim igrama 2020. u Tokiju, održanim 2021. godine, Martinenghi je osvojio dvije brončane medalje: u utrci na 100 metara prsno te u štafeti 4×100 m mješovito. Time je postao drugi Talijan u povijesti koji je osvojio olimpijsku medalju u prsnom plivanju. U mješovitoj štafeti 4×100 m Martinenghi nije uspio osvojiti treću medalju, zauzevši četvrto mjesto.

### Svjetsko prvenstvo 2022.
Na Svjetskom prvenstvu 2022. u Budimpešti Martinenghi je osvojio zlatnu medalju na 100 metara prsno te u štafeti 4×100 m mješovito, te srebrnu medalju na 50 metara prsno.

## Ljetne olimpijske igre 2024.
Na Olimpijskim igrama 2024. u Parizu osvojio je zlatnu medalju u disciplini 100 metara prsno.

## Vanjski izvori
Profil na Olympediji